# Liste der Kulturgüter in Muttenz
Die Liste der Kulturgüter in Muttenz enthält alle Objekte in der Gemeinde Muttenz im Kanton Basel-Landschaft, die gemäss der Haager Konvention zum Schutz von Kulturgut bei bewaffneten Konflikten, dem Bundesgesetz vom 20. Juni 2014 über den Schutz der Kulturgüter bei bewaffneten Konflikten sowie der Verordnung vom 29. Oktober 2014 über den Schutz der Kulturgüter bei bewaffneten Konflikten unter Schutz stehen.
Objekte der Kategorien A und B sind vollständig in der Liste enthalten, Objekte der Kategorie C fehlen zurzeit (Stand: 1. Januar 2023).

## Kulturgüter
| Foto | | Objekt | Kat. | Typ | Standort                                        | Beschreibung                                                                |
| ---- | --- | --- | ---- | --- | ----------------------------------------------- | --------------------------------------------------------------------------- |
| ja   | Datei hochladen · Wikidata zu Genossenschaftssiedlung Freidorf (Q1453914)                                  | Genossenschaftssiedlung Freidorf KGS-Nr.: 01483                                                                               | A    | G   | Freidorf 1–151 614301 / 265150                  |                                                                             |
| ja   | Datei hochladen · Wikidata zu Wehrkirche St. Arbogast (Q241651)                                            | Reformierte Kirche St. Arbogast (Pfarrkirche, Beinhaus, Sigristenhaus, Wachthäuschen, Ringmauer mit Tortürmen) KGS-Nr.: 01484 | A    | G   | Kirchplatz 1 615583 / 263528                    |                                                                             |
| ja   | Datei hochladen · Wikidata zu Rangierbahnhof, Hauptdienstgebäude (Q19362778)                               | Rangierbahnhof, Hauptdienstgebäude KGS-Nr.: 01485                                                                             | A    | G   | SBB Bahnareal 9 615728 / 264846                 |                                                                             |
| ja   | Datei hochladen · Wikidata zu Au-Hard (Teil der spätrömischen Rheinbefestigung) (Q17038209)                | Au-Hard, Teil der spätrömischen Rheinbefestigung KGS-Nr.: 11676                                                               | A    | F   | Au-Hard 616541 / 265480                         | Teil der spätrömischen Rheinbefestigung                                     |
| BW   | Datei hochladen · Wikidata zu Rütihard / Geispel (Q117975825)                                              | Rütihard / Geispel, paläolithische-neolithische Freilandstationen und -siedlungen KGS-Nr.: 16364                              | A    | F   | Rütihard 614700 / 263400                        | Paläolithische-neolithische Freilandstationen und -siedlungen               |
| BW   | Datei hochladen · Wikidata zu Wohnhaus (Q118012838)                                                        | Wohnhaus KGS-Nr.: 16381 | A    | G   | Burggasse 8 615674 / 263478                     |                                                                             |
| ja   | Datei hochladen · Wikidata zu Ruine Vorderer Wartenberg (Q14565338)                                        | Ruine Vorderer Wartenberg, mittelalterliche Burgruine KGS-Nr.: 01486                                                          | B    | F   | Wartenberg 616540 / 263441                      |                                                                             |
| ja   | Datei hochladen · Wikidata zu Gemeindezentrum Mittenza (Q29679207)                                         | Gemeindezentrum Mittenza KGS-Nr.: 09936                                                                                       | B    | G   | Hauptstrasse 2–4 / Kirchplatz 3 615584 / 263600 | Planungs- und Bauzeit: 1965-1970 Architektur: Rolf Keller und Fritz Schwarz |
| ja   | Datei hochladen · Wikidata zu Bahnhof Muttenz (Q3097139)                                                   | Bahnhof KGS-Nr.: 12164 | B    | G   | Bahnhofstrasse 62 615753 / 264774               |                                                                             |
| BW   | Datei hochladen · Wikidata zu Bauernhausmuseum (Sammlung) (Q27485297)                                      | Bauernhausmuseum (Sammlung) KGS-Nr.: 12165                                                                                    | B    | S   | Oberdorf 4 615598 / 263445                      |                                                                             |
| ja   | Datei hochladen · Wikidata zu Bauernhausmuseum (Q17038017)                                                 | Bauernhausmuseum KGS-Nr.: 12166                                                                                               | B    | G   | Oberdorf 2, 4, 6 615601 / 263447                |                                                                             |
| ja   | Datei hochladen · Wikidata zu Evangelisches-reformiertes Pfarrhaus (Q29679191)                             | Evangelisch-reformiertes Pfarrhaus KGS-Nr.: 12168                                                                             | B    | G   | Hauptstrasse 1 615540 / 263594                  |                                                                             |
| ja   | Datei hochladen · Wikidata zu Ruine Mittlerer Wartenberg (Q14565337)                                       | Ruine Mittlerer Wartenberg, bronzezeitliche Siedlung / mittelalterliche Burgruine KGS-Nr.: 12169                              | B    | F   | Wartenberg 32 616280 / 263160                   |                                                                             |
| ja   | Datei hochladen · Wikidata zu Ruine Hinterer Wartenberg (Q14565336)                                        | Ruine Hinterer Wartenberg, bronzezeitliche Siedlung / mittelalterliche Burgruine KGS-Nr.: 12170                               | B    | F   | Wartenberg 16 616230 / 263050                   |                                                                             |
| ja   | Datei hochladen · Wikidata zu Kunsthaus Baselland (Q1792438)                                               | Kunsthaus Baselland KGS-Nr.: 12315                                                                                            | B    | S   | St. Jakob-Strasse 170 613896 / 265590           |                                                                             |
| ja   | Datei hochladen · Wikidata zu Ortsmuseum Muttenz (Q27485302)                                               | Ortsmuseum mit Sammlung Karl Jauslin KGS-Nr.: 12316                                                                           | B    | S   | Schulstrasse 15 615715 / 263783                 |                                                                             |
| ja   | Datei hochladen · Wikidata zu Römisch-katholisches Kirchgemeindezentrum Johannes Maria Vianney (Q29679223) | Römisch-katholisches Kirchgemeindezentrum Johannes Maria Vianney KGS-Nr.: 14813                                               | B    | G   | Tramstrasse 55 615178 / 264260                  |                                                                             |
| BW   | Datei hochladen · Wikidata zu Wohnhaus (Q118010504)                                                        | Wohnhaus KGS-Nr.: 16380 | B    | G   | Bahnhofstrasse 60 615820 / 264720               |                                                                             |